# Cenemus
Genre
Cenemus est un genre d'araignées aranéomorphes de la famille des Pholcidae.

## Distribution
Les espèces de ce genre sont endémiques des Seychelles.

## Liste des espèces
Selon World Spider Catalog (version 14.5, 2014) :
- Cenemus culiculus (Simon, 1898)
- Cenemus mikehilli Saaristo, 2002
- Cenemus silhouette Saaristo, 2001

## Publication originale
- Saaristo, 2001 : Pholcid spiders of the granitic Seychelles (Araneae, Pholcidae). Phelsuma, vol. 9, p. 9-28 (texte intégral).